# Provins (Unternehmen)
Provins ist eine Aktiengesellschaft mit Sitz in Sion und ein Schweizer Weinproduzent. Provins verarbeitet ein Zehntel der schweizerischen Trauben zu Wein bzw. ein Fünftel aller Weintrauben des Kantons Wallis, der grössten Weinregion der Schweiz. Das Unternehmen beschäftigt 90 Mitarbeitende und erwirtschaftet einen Jahresumsatz von 47 Millionen Franken.

## Geschichte
Im Jahr 1930 wurde der Genossenschaftsbund der Walliser Kellereien gegründet mit dem Ziel, die Winzer aus der Abhängigkeit der Weinhändler zu befreien. Maurice Troillet war bis 1961 Präsident. 2020 zählt Provins etwa 2900 Aktionäre (viele von ihnen Winzer). Etwa 1500 Traubenlieferanten bewirtschaften rund 750 Hektar Rebberge.
Provins selbst übernahm im Jahr 2008 die Bewirtschaftung von 250 Hektar.
Die Mitglieder der damaligen Genossenschaft PROVINS société coopérative haben an der ausserordentlichen Generalversammlung vom 14. April 2020 mit großer Mehrheit für eine Mehrheitsbeteiligung (70 %) durch Fenaco gestimmt. Anschliessend wurde die Genossenschaft in eine Aktiengesellschaft umgewandelt.

## Die Kellerei
Das im Jahr 2009 eingeweihte Einkellerungs- und Vinifizierungsanlage in Sitten mit 450 Tanks und einer Gesamtkapazität von 15 Millionen Litern gehört zu den modernsten der Schweiz. Es gibt drei Annahmestellen, die die Ernte der Provins-Winzer sammeln. Das Terroir des Schweizer Rhonetals hat viel Sonne, wenig Niederschläge und rund 3000 Kilometer Trockenmauern. Es werden vielschichtige, komplexe und feine Rot- und Weissweine erzeugt, insgesamt etwa 120 Weine aus zwanzig einheimischen und traditionellen Walliser Rebsorten.

## Zertifizierungen und Auszeichnungen
Die Weinkellerei Provins ist seit 1999 nach ISO 9001 für das Qualitätsmanagementsystem und seit 2004 nach ISO 14001 für das Umweltmanagementsystem zertifiziert. Sie war 2007 auch die erste Schweizer Kellerei, die die Anforderungen der Norm ISO 22000 für Lebensmittelsicherheit erfüllte.
2004 hat die Provins als erste Walliser Kellerei das Label «Valais Excellence» erhalten. Provins war «Schweizer Winzer des Jahres» 2008 und 2013.

## Kritik
Im Dezember 2014 machte die Weinkellerei Provins eine Anzeige durch den Kantonschemiker aufgrund ungeeigneter Zuckeranreicherung selbst öffentlich. Darauf analysierte ein unabhängiges Labor alle 132 Marken von Provins. Von der übermässigen Zuckeranreicherung betroffen waren schliesslich 30'000 Liter, gemessen an einer jährlichen Produktion von rund neun Millionen Liter. Der überzuckerte Wein, eine Cuvée aus den Traubenernten 2011 und 2012, wurde aus dem Verkehr gezogen und destilliert.
Im September 2012 sollen sich die Weinkellereien Provins, Orsat, Giroud, Germanier, Taillefer und Schenk über die Preise abgesprochen haben, die sie den Weinbauern für deren vorjährige Ernte zahlen wollten. Die Weinkellerei Giroud soll mit dieser Konvention nicht einverstanden gewesen sein. Eine weitere Absprache, dass Mindestpreise beim Weinverkauf an Grossisten nicht unterschritten werden dürften, soll nicht zustande gekommen sein, da nicht alle Weinhändler dem zustimmten.